# Lac de Tunis
Le lac de Tunis (arabe : بحيرة تونس), souvent appelé simplement « le lac » (البحيرة), est une lagune côtière peu profonde (moins d'un mètre) située entre la ville de Tunis et le golfe de Tunis.
Elle occupe près de 4 000 ha mais sa superficie tend à diminuer avec la constitution d'un polder sur sa rive nord (nouveau quartier des Berges du Lac) puis sur sa rive sud. De nos jours, le lac apparaît comme constitué de deux surfaces distinctes divisé par le chenal de navigation qui relie La Goulette à Tunis, et appelées, d'une part le « lac nord » (2 600 ha) et d'autre part le « lac sud » (1 100 ha). 
Cette lagune, dont la salinité moyenne est en 2011 légèrement supérieure à celle des eaux du golfe (aux alentours de 37 pour mille), est reliée au golfe par deux passes : celle de Khereddine pour la partie nord du plan d'eau et celle de Radès pour la partie sud.

## Histoire
Le lac de Tunis a pour origine une baie marine peu profonde et fermée par un double tombolo nord-sud formé par les apports sédimentaires de deux rivières : la Medjerda au nord — dont l’embouchure, a progressivement migré vers le nord au fil des siècles — et l'oued Miliane au sud. Contrairement à une opinion répandue, il semblerait que la fermeture de cette baie soit très ancienne. En effet, le lac — que l'on retrouve dans les écrits de l'époque romaine sous le nom de « stagnum », c'est-à-dire « étang » ou, plus exactement dans le sens méditerranéen du terme, « lagune » — existe au moment de l'arrivée des Phéniciens qui, vraisemblablement dès leur implantation au IXe siècle av. J.-C., en font le premier port de Carthage. 
Les sources permettant de savoir quelle était, à cette lointaine époque, la topographie exacte du lac sont relativement peu nombreuses. En effet, après la victoire de Rome sur Carthage, une grande partie de la mémoire de la cité punique disparaît. On dispose néanmoins de quelques témoignages qui permettent de jeter un regard sur cette période. C'est ainsi que Polybe indique que Carthage se trouve, en 150 av. J.-C., dans un golfe, sur une « presqu'île saillante, bordée d'un côté par la mer [la sebkha Ariana qui n'est pas encore fermée et forme une baie très peu profonde] et de l'autre par un lac ». Il précise qu'il existe une forteresse au-dessus de Thynes (actuelle Tunis) et que « la ville est contre le lac », ceci laissant penser que le lac de Tunis existait déjà dans sa forme actuelle. Pour sa part, Appien, décrit en l'an 100 le tombolo (que les anciens appellent tœnia) comme une « bande de terre étroite large d'environ un demi stade » (75 mètres) et s'étendant « vers le couchant [ce qui est la direction exacte de cette langue de terre] entre le lac et la mer ». Il est à peu près certain qu'il existe alors une communication entre ces deux zones, probablement proche de Carthage, la distance entre les ports puniques et le lac ne devant pas être très grande. De nombreux historiens ont d'ailleurs supposé que cette partie du lac aurait servi d'arsenal pour la flotte carthaginoise. Enfin, en l'an 150, Antonin estime que le tombolo ou maxulitanum litus s'étend sur une distance de 10 milles entre Carthage et Maxula-Prates (actuelle Radès).
Si par sa très faible profondeur le lac de Tunis n'offre pas les qualités suffisantes pour abriter un port actif, il constitue un rempart défensif intéressant pour les fondateurs de la ville de Tunis au VIIIe siècle. Avec l'arrivée des Arabes, les sources sont le fait d'explorateurs scientifiques et ethnographiques : Al-Bakri (1068) permet de reconstituer l'histoire du lac depuis le début de la conquête musulmane du Maghreb et fournit le premier témoignage historique de grands travaux d'aménagement réalisés en l'an 700 : « Sur ordre d'El Hassan, les Coptes creusent un canal au niveau de l'arsenal [La Goulette ?]. Ce canal « a permis à la « mer de Radès » de pénétrer jusqu'à Tunis ». Le lac est donc fermé et très peu profond. En dehors de ces précisions d'ordre historique, Al-Bakri fournit des données géographiques : le lac compte 24 milles de circuit (environ 30 kilomètres à l'heure actuelle) alors qu'en son milieu se trouve une île appelée Chekla (actuelle Chikly) où l'on voit les restes d'un vieux château. Le signalement de la présence d'une construction indique l'existence d'un ancien système de défense qui pourrait dater de l'époque romaine (présence de ruines romaines encore décelables de nos jours).
Al-Bakri poursuit en donnant des indications sur la partie du lac en relation avec la mer : « Le port se nomme Mersa Radès, dans sa partie sud il y a un château, le château de la chaîne, au nord, une clôture de pierres ; entre le château et la clôture un canal fermé par une chaîne ». L'auteur signale en outre que « le poisson est très abondant » dans le lac et cite notamment la saupe, la dorade royale, le menkous (dont le nom a été conservé et qui correspond au marbré) et le bacounis dont il dit qu'il est très abondant et apprécié, indication qui fait penser que ce poisson est peut-être le mulet.

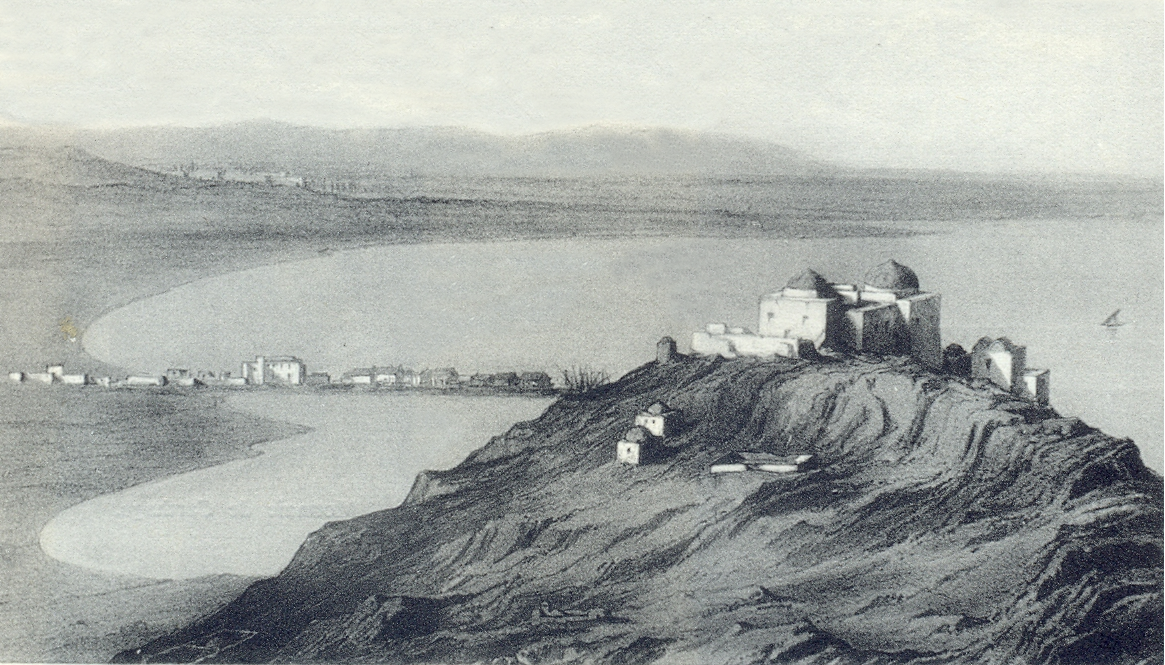
Vue sur le lac de Tunis en 1846.

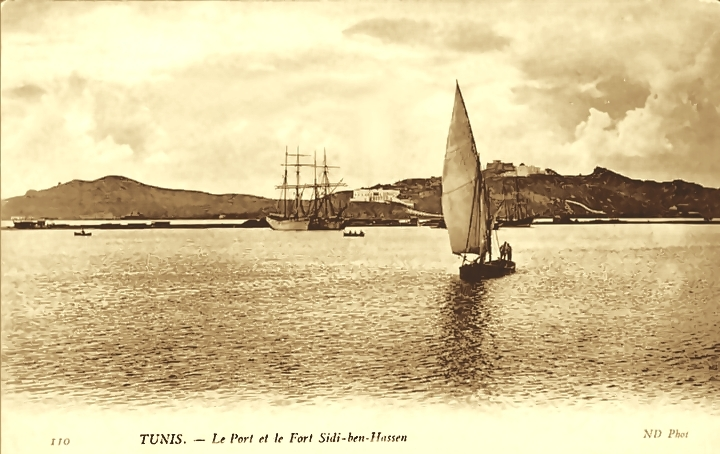
Carte postale montrant des navires sur le lac de Tunis en 1900.

Le second auteur arabe traitant du lac est Al Idrissi qui reprend en 1116 les propos d'Al-Bakri en les déformant un peu puisqu'il parle d'un « lac creusé de mains d'hommes », alors que ce ne fut le cas que du chenal, mais apporte de nouvelles précisions sur la topographie des lieux : le lac est long de 8 milles et large de 6 (ceci correspond aux dimensions données par Al-Bakri), il communique avec la mer par un chenal long de 4 milles, large de 40 coudées (environ 20 mètres) et profond de trois à quatre toises (six à huit mètres), et le fond est vaseux. Près de la mer, il s'agrandit et sa profondeur augmente (on appelle ce lieu waccoun). C'est là que les galères jettent l'ancre et sont déchargées à l'aide de petites barques susceptibles de naviguer à plus basses eaux. Enfin, il situe l'embouchure du lac à trois milles et demi de Carthage.
Après les témoignages des voyageurs arabes vient une troisième vague de documents fournis par les historiens des conquêtes espagnoles puis turques et les voyageurs européens. En 1470, Anselme Adorne parle d'un arsenal où l'on enferme les galères. La pollution est devenue très forte car il indique « qu'en été le lac pue étrangement », ce qui laisse penser que l'eutrophisation du lac n'est pas un phénomène récent mais la conséquence de deux facteurs qui sont la proximité d'une grande ville, Tunis, et d'un milieu de faible profondeur soumis à une forte insolation quasi permanente. Certains témoignages indiquent d'ailleurs que les Romains auraient déjà été incommodés par l'odeur du lac. Adorne ajoute que sur le lac se « trouve une multitude d'oiseaux semblables à des cigognes et qui n'en sont point cependant » (en fait des flamants roses) et que « le petit chenal qui communique avec la mer à la largeur d'une galère, ses bords sont murés ; il s'appelle Goulette et est gardé par une tour appelée Radès ».
Bien que la profondeur ait été supérieure au Moyen Âge, le port ne peut accueillir de navires importants. ce qui nécessite le développement d'un avant-port à La Goulette. C'est à partir de 1888, que l'on décide de creuser, du port de Tunis à l'entrée de La Goulette, un chenal. C'est la Société de construction des Batignolles qui effectue les travaux de dragage. À l'origine, le chenal mesure 10 kilomètres de long, 6,50 mètres de profondeur et 30 mètres de largeur. 4 800 000 m3 de matériaux sont évacués et constituent les digues de chaque côté de celui-ci, ou servent de remblais aux rives du côté de Tunis. La première route établie sur la digue en parallèle avec la voie du TGM est postérieure à l'indépendance en 1956.

## Nœud de transport

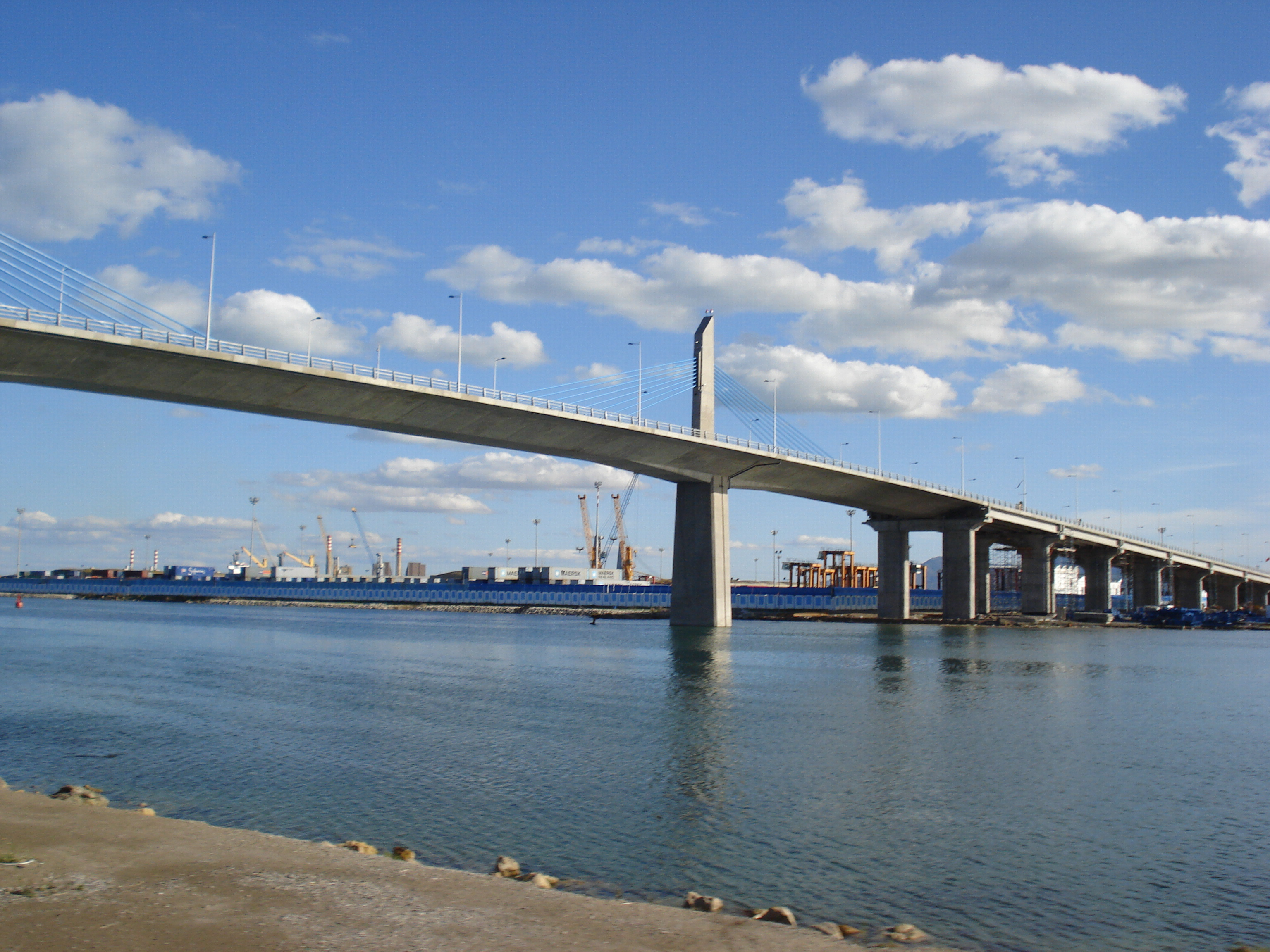
Pont Radès-La Goulette.

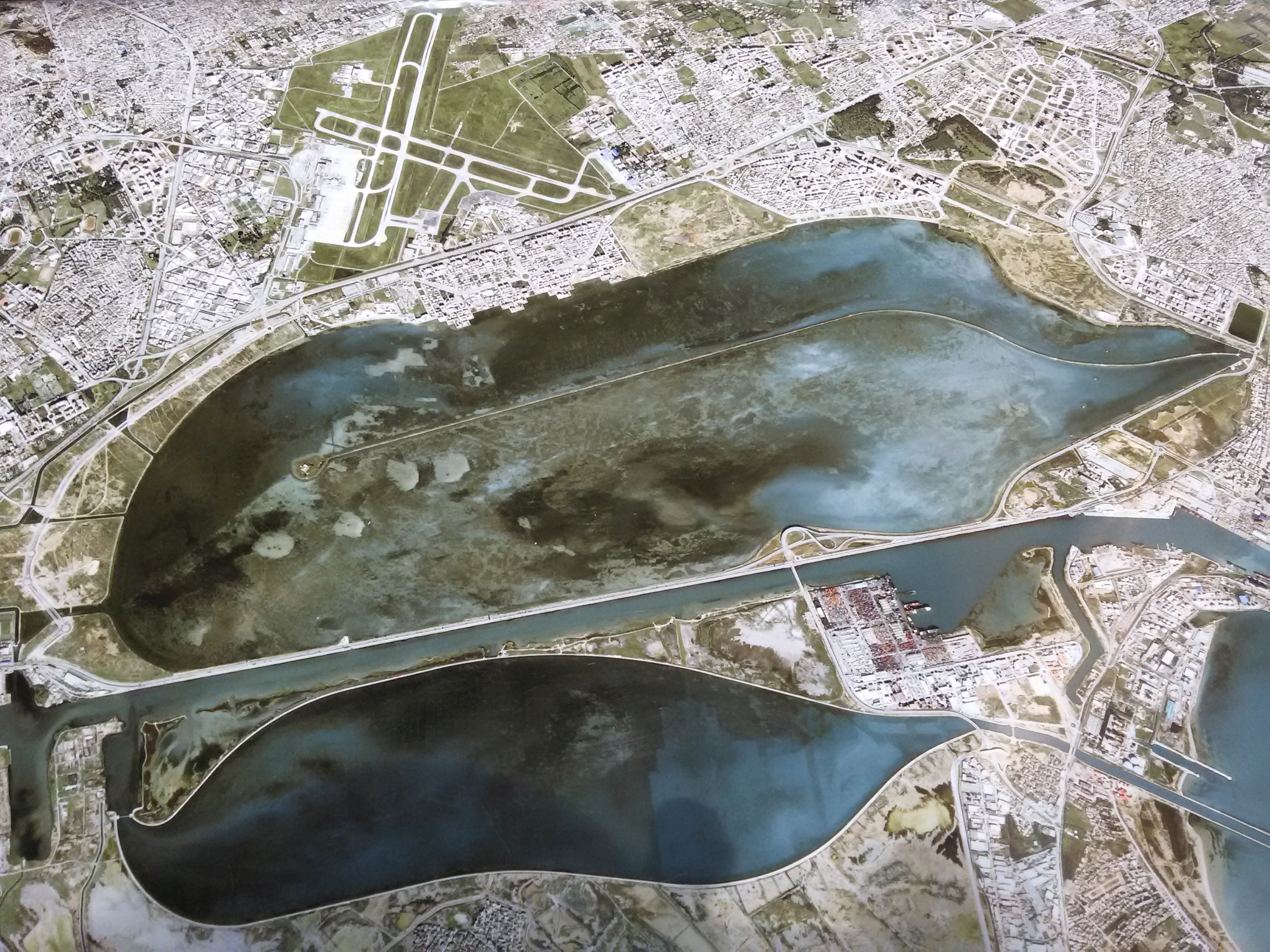
Image satellite du lac et de son environnement.

Par son emplacement, le lac est un véritable nœud de communication de l'agglomération de Tunis. En effet, les deux lacs sont séparés par une digue sur laquelle se trouvent une voie rapide et une ligne ferroviaire (TGM) reliant Tunis au port de La Goulette et aux villes côtières de la banlieue nord (Carthage, Sidi Bou Saïd, La Marsa, etc.).
Par ailleurs, la passe du « lac sud » (appelé « canal de Radès ») a longtemps été traversée par un bac reliant le port de Radès (situé sur sa rive sud) à La Goulette (situé sur sa rive nord). Il a été remplacé par un pont à haubans de 260 mètres de long destiné à décongestionner le centre de la capitale.

## Environnement
Le lac offre de grandes possibilités pour la pêche car la forte salinité de ses eaux a fait prospérer le plancton nourrissant mollusques et poissons en grandes quantités. Des pêcheries existent ainsi au sortir du lac pour piéger le poisson lorsqu'il quitte ce dernier afin de frayer en mer. De plus, le lac accueille d'importantes colonies d'oiseaux, en particulier de flamants roses stationnées autour de l'îlot de Chikly qui abrite un ancien fort espagnol et qui constitue aujourd'hui une réserve naturelle. Le complexe hydrographique constitué par le lac est désigné site Ramsar le 23 janvier 2013.
Toutefois, aucune rivière ne se jetant dans le lac et les communications avec la mer étant limitées, les égouts qui s'y déversent depuis la fondation de Tunis et les déversements d'usines polluantes installées dans la banlieue sud de Tunis (entre Radès et Hammam Lif en passant par Mégrine) dégradent profondément l'écosystème du lac jusqu'à la fin du XXe siècle. Un programme d'assainissement est donc mis en place dès 1984 pour le « lac nord » avec l'expertise d'entreprises étrangères. Quant au « lac sud », il sert encore de récepteur aux rejets domestiques et industriels. À partir des mesures et des analyses des différents paramètres physico-chimiques des eaux, il apparaît que le milieu est très altéré, très riche en sels nutritifs et hypereutrophe. À partir de cette étude, l'état global de la lagune peut être qualifié de hautement pollué et nécessite donc des travaux d'assainissement (curage du fond), de régénération des eaux et d'interdiction de tout rejet domestique et industriel dans le futur plan d'eau.

## Urbanisme

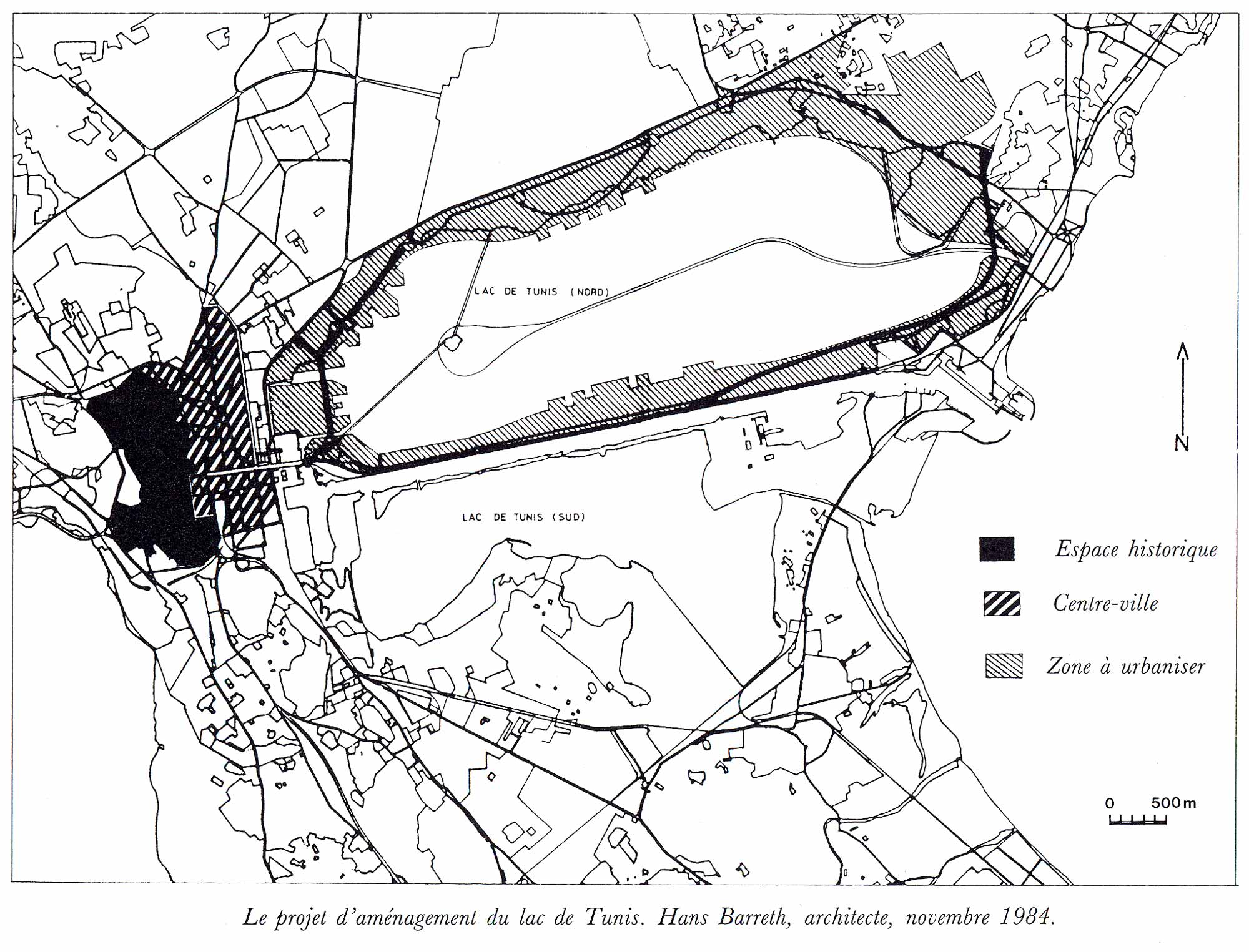
Projet d'aménagement de 1984.

Devant l'extension continue de l'agglomération de Tunis, face aux problèmes environnementaux et à la suite de la mise en sommeil du port de Tunis, un grand projet d'aménagement du lac de Tunis voit le jour afin de créer un nouvel espace urbain et commence à se concrétiser dans les années 1980. Une partie du lac est progressivement remblayée au nord et une nouvelle ville commence à naître portant le nom de « Berges du Lac » ou plus simplement le nom arabe du lac (El Bouhaïra). Située à proximité des grands axes de communication (RN9 entre Tunis et La Marsa), à quelques kilomètres de l'aéroport international de Tunis-Carthage, elle accueille des espaces de loisirs, des résidences de haut standing et les sièges sociaux d'entreprises du secteur des services voire des ambassades et constitue ainsi un nouveau pôle urbain. Parallèlement, depuis le début des années 1990 s'opère l'assainissement du « lac sud » afin de changer le visage de la capitale grâce à la création d'espaces urbains modernes par la construction d'une ville nouvelle combinant des fonctions résidentielles, économiques et de loisirs (marina, port de plaisance et espaces verts), permettant la création d'un véritable front de mer pour la capitale.

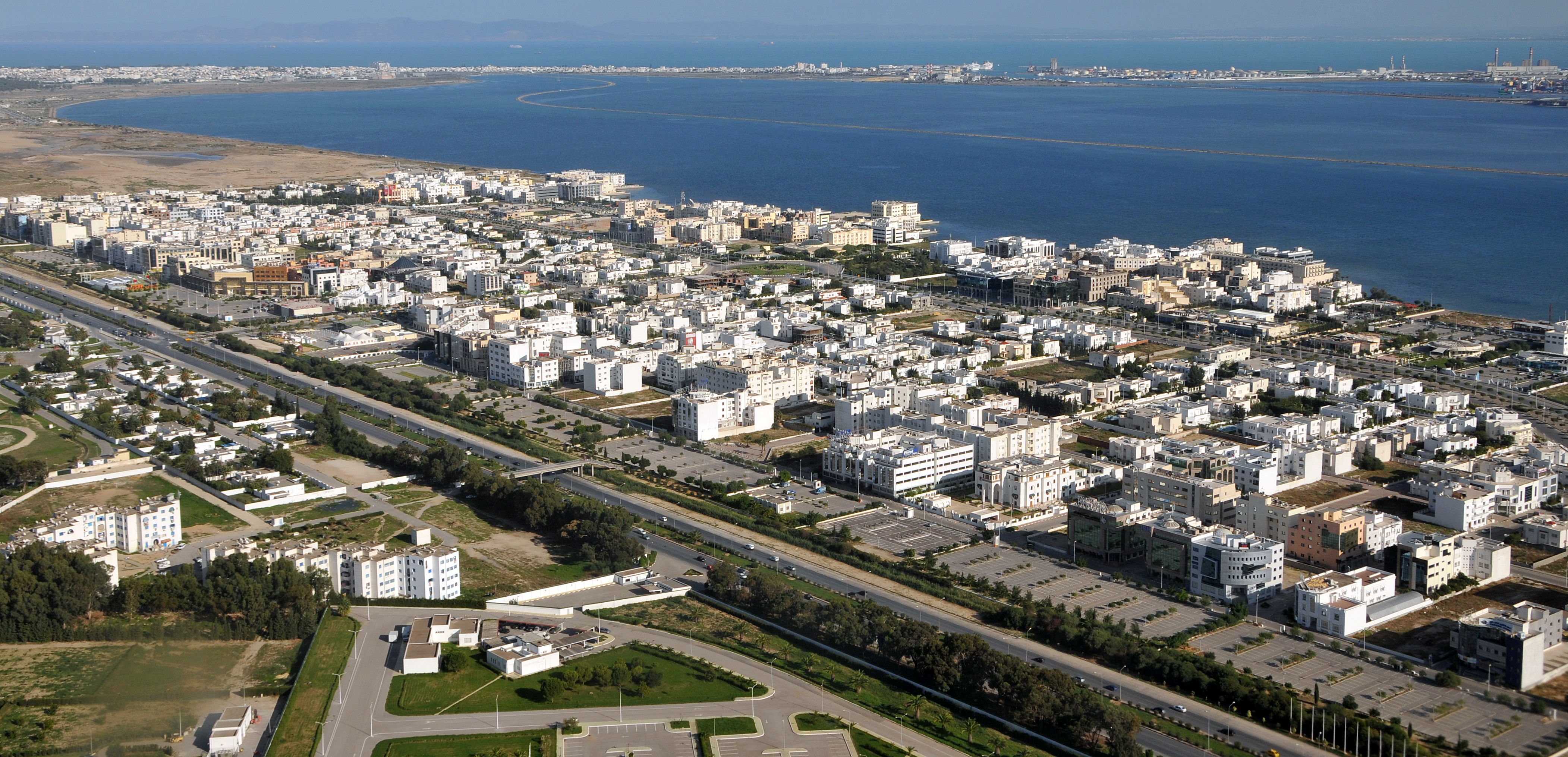
Vue des Berges du Lac, un quartier gagné sur le lac.

Le président Zine el-Abidine Ben Ali et le cheikh Mohammed ben Rachid Al Maktoum, vice-président des Émirats arabes unis, posent le 6 août 2007 la première pierre du projet, un investissement estimé à quatorze milliards de dollars financés en grande partie par la société émiratie Sama Dubaï. Cependant, cette dernière et la Britannique EC Harris décident le 27 janvier 2009 de dissoudre de manière anticipée Sama ECH Tunisia, leur coentreprise qui devait superviser la planification et la réalisation du projet « La Porte de la Méditerranée » ; le projet est reporté à une date indéterminée.